# Prophilax
I Prophilax sono stati un gruppo rock demenziale italiano formatosi a Roma nel 1990.
La band ha acquisito uno status di culto nell'ambito della scena musicale underground romana e laziale, nonché in generale per quanto concerne la comedy music italiana.
I loro testi fanno ampio uso di linguaggio scurrile e trattano temi prevalentemente di natura goliardica e sessuale: il loro stile espressivo viene etichettato da Fulvio Abbate e da varie altre fonti come "porno rock".

## Storia del gruppo

### La genesi e le prime esperienze
Tra il 1988 e il 1989 Fabio Pinci, allora studente presso il liceo classico Terenzio Mamiani di Roma e già con esperienze musicali pregresse (faceva infatti parte come voce e batterista di un gruppo denominato Maials), iniziò per conto proprio a scrivere e registrare, con l'ausilio della propria tastiera Casio PT-20, canzoni di natura goliardica, ispirate perlopiù ad alcuni dei suoi compagni di scuola, "ritratti" in versione caricaturale, grottesca e sessualmente esplicita: tra i primi titoli incisi artigianalmente su audiocassette vi erano Il Mongaccio, Pompotron, Che famija de merda e In viaggio con Cagatone Joe.
Le canzoni vennero particolarmente apprezzate da un altro allievo del Mamiani, il chitarrista Ludovico Piccinini, con cui Pinci strinse presto una solida amicizia e un duraturo legame artistico. Nel 1990 ai due si aggiunse il batterista Paolo Morgantini (che si occupò di allestire una prima rudimentale sala di registrazione nello scantinato del negozio di biancheria intima gestito dalla sua famiglia), accompagnato dal fratello, il tastierista Morgan Morgantini (subito sostituito da Franz Porzella), e dal bassista Ricky Piccozza (che si alternava con Andrea Romanazzo): questo è considerato l'inizio della storia dei Prophilax. Fin da subito Pinci adottò come soprannome Ceppaflex, mentre Piccinini si "firmò" Ludoceppa (poi mutato in Cloakas e quindi in Sbohr), Paolo Morgantini fu Chiavator, Romanazzo fu Nerkios e Porzella Sbobbax. Per la scelta del nome della band, Pinci stilò circa 30 possibilità, tra le quali chiese a Piccinini di indicarne una: il chitarrista scelse Profilax, che poco dopo venne modificato ancora da Pinci sostituendo la f col ph.
Il primo concerto dal vivo (con lineup Pinci, Piccinini, Paolo Morgantini, Romanazzo e Porzella) si tenne nel 1991 al centro sociale Alice nella Città di via Valle Aurelia a Roma (poi chiuso e sostituito da un cinema multisala): qui vennero presentati i primi 5 brani, che entro fine anno diventarono 13, permettendo l'incisione del primo demo Voci dall'oltrechiavica, sulla cui copertina esordì la mascotte ufficiale, il Mentulatore, figura antropomorfa col capo di forma fallica, il cui nome deriva dal termine latino che identifica l'organo sessuale maschile, mentula. Nel 1992 Porzella venne sostituito alle tastiere da Romanazzo per la realizzazione del secondo demo, Viaggio nella dimensione anale, che presentò altre 13 canzoni inedite. A livello compositivo, alcune canzoni erano "prodotti" originali della giovane band, mentre altre erano adattamenti scurrili di hit famose: a titolo d’esempio, In viaggio con Cagatone Joe ricalca California Girls dei The Beach Boys.

### L'affermazione in ambito locale

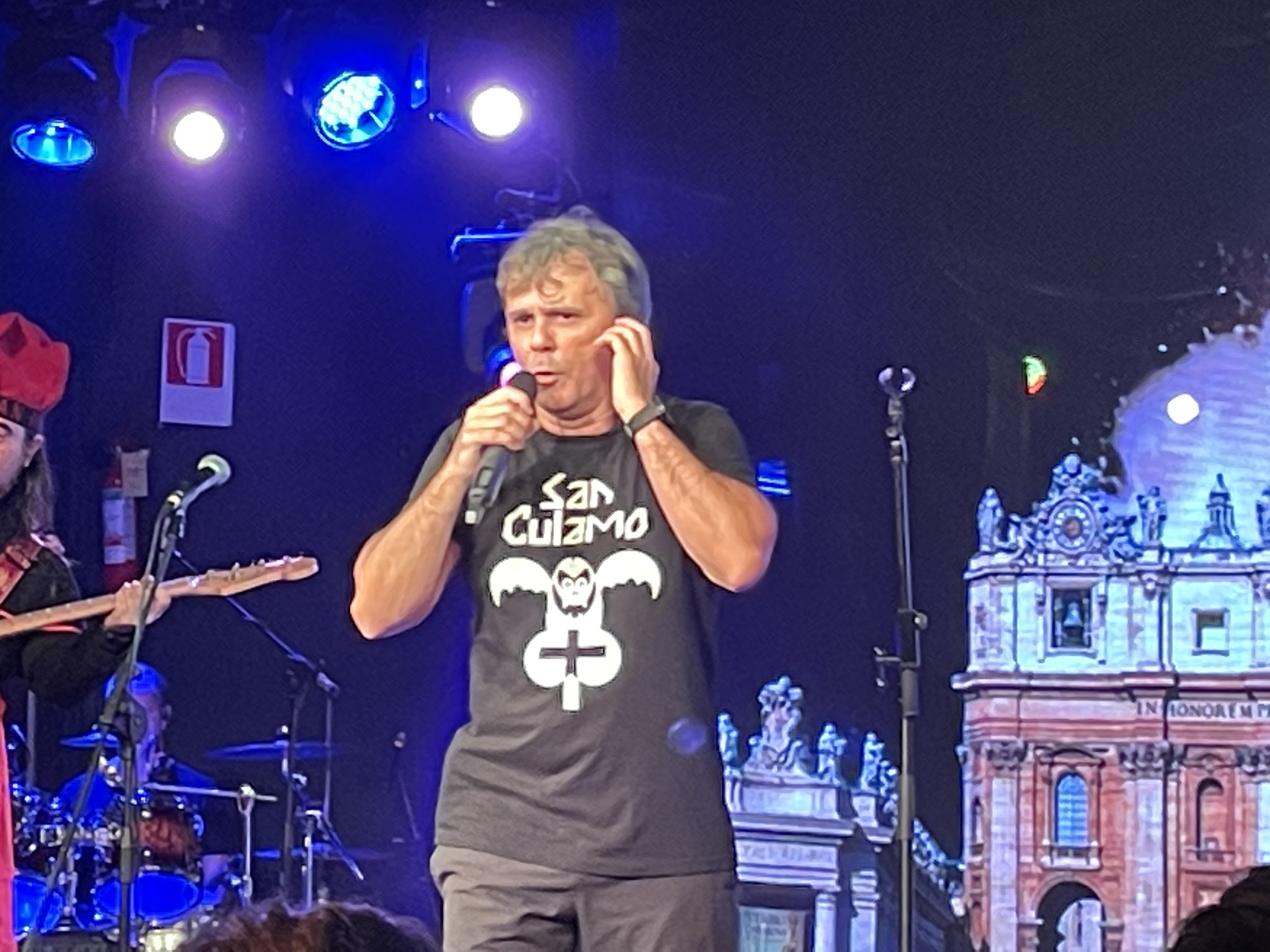
Fabio Pinci (in arte "Ceppaflex"), cantante e frontman del gruppo

La band iniziò piuttosto rapidamente ad acquisire una certa notorietà nella scena musicale underground romana grazie al passaparola e alla vittoria al festival Emergenza Rock, sempre nel 1992, al quale la band si presentò con il nuovo tastierista Marco Veneziani (noto con gli pseudonimi Fognex e Erìco Pallazzo). L'affermazione permise ai Prophilax di realizzare la propria unica uscita su 33 giri, inserendo 5 tracce (Annamo ar mare, Fateme pijà la patente, Voci dall'oltrechiavica, La megaceppa sorgerà, Ospedanal) nella compilation ufficiale della rassegna; i successivi concerti si fecero dunque sempre più partecipati, nello specifico al centro sociale Valle Faul (ex gasometro) di Viterbo, al Teatro Castello di Roma e all'altra data viterbese in piazza del Sacrario, in occasione della quale la band fu peraltro contestata con l'accusa di sessismo dal collettivo femminista di un locale CSOA.
Parallelamente ai Prophilax, Pinci e Veneziani crearono con alcuni amici il gruppo Pizza e Fichi, un progetto alternativo dall'impostazione similmente demenziale, pensato essenzialmente per consentire anche ad altri musicisti di poter suonare insieme a loro. Nel 1992 sotto questo nome fu autoprodotto l'album Naka-gata (titolo ispirato a un personaggio del film Anche gli angeli mangiano fagioli), composto in larga parte da cover di brani celebri rielaborate in chiave parodistica, ma senza allusioni sessualmente esplicite. Alcune delle tracce di questo lavoro, quali la "cover" ATAC di merda, realizzata a partire da Sheriff degli Oliver Onions, e le originali Me prude er culo e Condoglianze, verranno poi inserite nel repertorio dei Prophilax, sia in album successivi che nei concerti dal vivo. Delle formazioni fece anche parte come corista il futuro presentatore televisivo Enrico Silvestrin.
L'esperienza dei Pizza e Fichi, dopo un paio di esibizioni dal vivo, non ebbe ulteriore seguito; nel 1993 fu poi realizzato e pubblicato (sempre in autonomia e con distribuzione limitata a pochi negozi nella capitale italiana) Il Signore delle Fogne, primo album in studio dei Prophilax, con 16 canzoni delle quali 5 "cover" di brani celebri del tempo, come per esempio Vacce te (da Vaffanculo di Marco Masini) e Una figa promessa (da Terra promessa di Eros Ramazzotti). 
I lavori in studio divennero due con l'uscita di Under Cool, pubblicato nel 1994: per la prima volta i Prophilax si trovarono a incidere per un'etichetta, la Music Market (affiliata alla Fonit-Cetra), che consentì loro di registrare le canzoni con attrezzature di qualità professionale. La band tuttavia lamentò l'imposizione di censure e modifiche a testi e titoli delle canzoni (a titolo d'esempio Dora daccela ancora divenne Dora la divinità), nonché alla copertina del disco stesso, che risultò quindi "snaturato" ai loro occhi. Nel 1995 si tornò quindi al formato "artigianale" e all'autoproduzione per la realizzazione delle antologie Anal-Live (raccolta di 18 brani registrati dal vivo) e La storia del Rot (che di tracce ne contiene 10): data la qualità sonora piuttosto bassa, di entrambi vennero distribuite pochissime copie.
Nel 1996 uscì Nerkiology, che raccoglieva alcuni dei pezzi contenuti nelle prime demo, re-incisi con una miglior qualità sonora; il disco segnò anche l'esordio del nuovo tastierista stabile della band, Luca Bernardini (Obi Uan Trombòpi), artefice di una svolta stilistica verso il rock progressivo. Nei mesi precedenti la band aveva cambiato più volte lineup: a seguito della defezione di Veneziani e prima dell'arrivo di Bernardini le tastiere erano state affidate a Max De Angelis (Sbobbotel), mentre la batteria era passata momentaneamente da Paolo Morgantini a Davide Pentassuglia (Orgasmus); per alcune esibizioni era stato anche cooptato il chitarrista ritmico Giorgio Clementelli (Zebuleb).

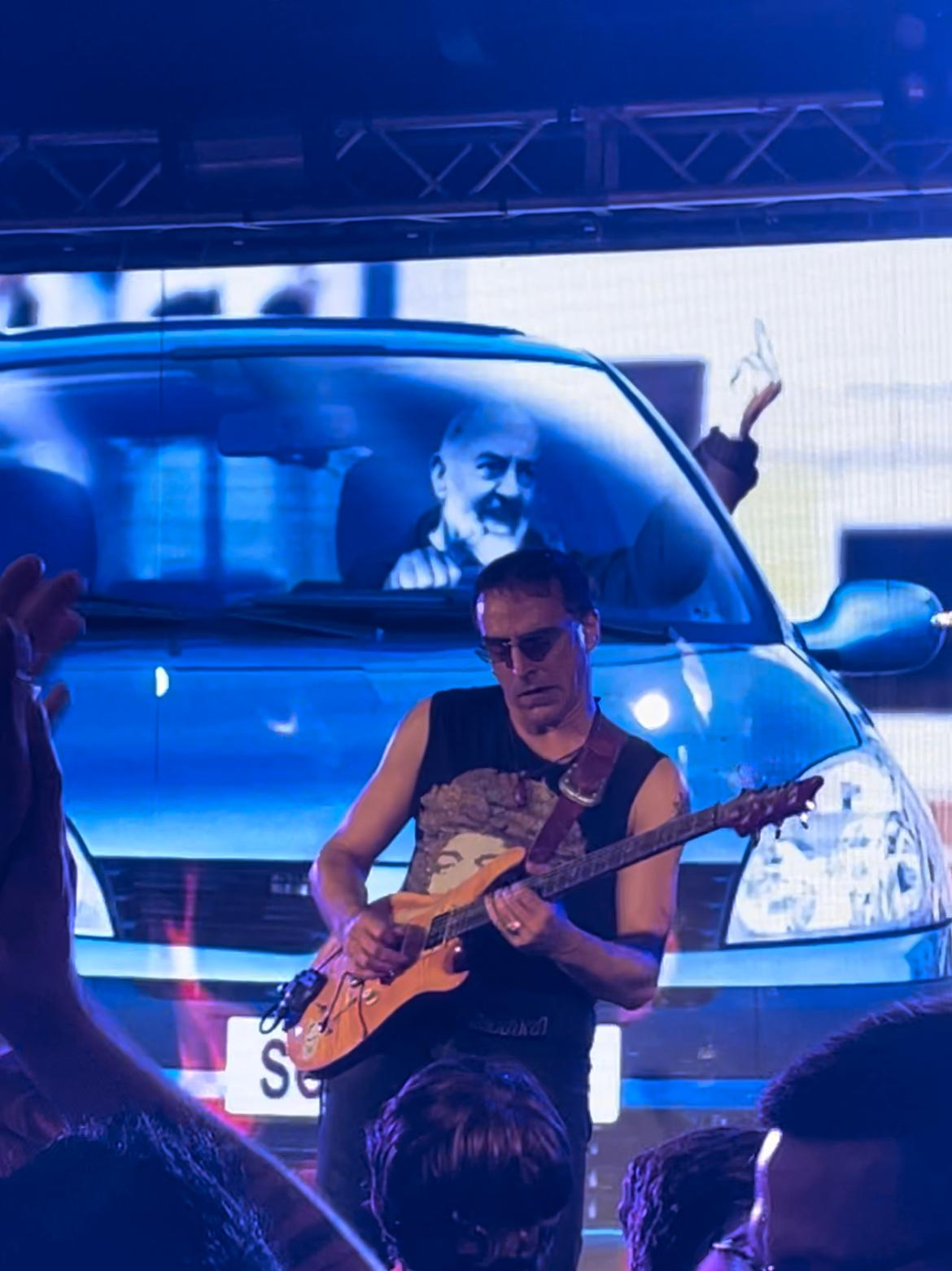
Ludovico "Sbohr" Piccinini, chitarrista del gruppo, impegnato nell'esecuzione di un brano dei San Culamo

Tra il 1994 e il 2001 fu attivo il progetto parallelo dei San Culamo, denominazione sotto la quale furono autoprodotti e distribuiti coi già descritti canali "artigianali" tre album (Scomunicati e vincenti, Massacro a Betlemme e I predatori dell'Arca Madonna) di cover, perlopiù realizzate tramite campionamento, nelle quali l'elemento demenziale veniva declinato in un'impronta nettamente anticlericale e blasfema, senza però deviare del tutto dalla consueta verve porno-goliardica. A completare i dischi vi erano lavori originali legati alla cronaca nera dei primi anni 1990, quali Tutti a Civitavecchia e Torniamo a Civitavecchia, che trassero spunto da una serie di episodi di violenza sessuale minorile avvenuti nella città laziale, e Dove hai messo il cazzo, ispirato al cosiddetto "caso Bobbitt". Il progetto fu opera principalmente di Pinci (sotto pseudonimo Emmy Ator Best), che realizzò in proprio i brani campionati e per gli altri si avvalse della collaborazione di Clementelli (Zebuleb) e Bernardini (Baphomet); dopo diversi anni di reticenze e parziali smentite, verso il 2020 il frontman ha infine dichiarato apertamente di esserne l'ideatore. Salvo occasionali eccezioni, i Prophilax non includono i pezzi a firma San Culamo nei loro concerti dal vivo e nella loro discografia.
A fine anni 1990 la band si trovò a fare a meno di Piccinini, Bernardini, Romanazzo, De Angelis e Pentassuglia, che vennero ingaggiati dalla Rai per collaborare coi programmi Domenica in e Unomattina: Fabio Pinci pertanto riassemblò la lineup per alcuni concerti con Clementelli alla chitarra ritmica, Edoardo Pedoja (Paja e Fieno) al basso, Andy Bartolucci (Inculomatic) e Sergio Romano (Sodotron) alle tastiere. Ad ogni modo nel 2000 la formazione con Piccinini, Romanazzo, Morgantini e Bernardini si riunì, dopodiché negli anni successivi quest'ultimo scelse di proseguire altrove il proprio percorso professionale, collaborando in particolare con Umberto Broccoli per la realizzazione del programma Con parole mie di Rai Radio 1.

### Il consolidamento della fama
Verso la fine del XX secolo, grazie alla diffusione dell'uso di Internet, la circolazione del materiale dei Prophilax si è diffusa sui circuiti di file sharing, che permettono al gruppo di uscire dalla dimensione locale e di acquisire una maggiore fama in ambito nazionale italiano. Nel 2000 il brano Preda del raptus anale risulta, assieme ad altri di analoga natura goliardica, uno dei più diffusi nella nascente distribuzione musicale online italiana, suscitando l'attenzione da parte di alcuni critici musicali, alcuni dei quali (tra cui Mario Luzzatto Fegiz) colgono l'occasione per esprimere dubbi sulla qualità di questo nuovo sistema distributivo. 

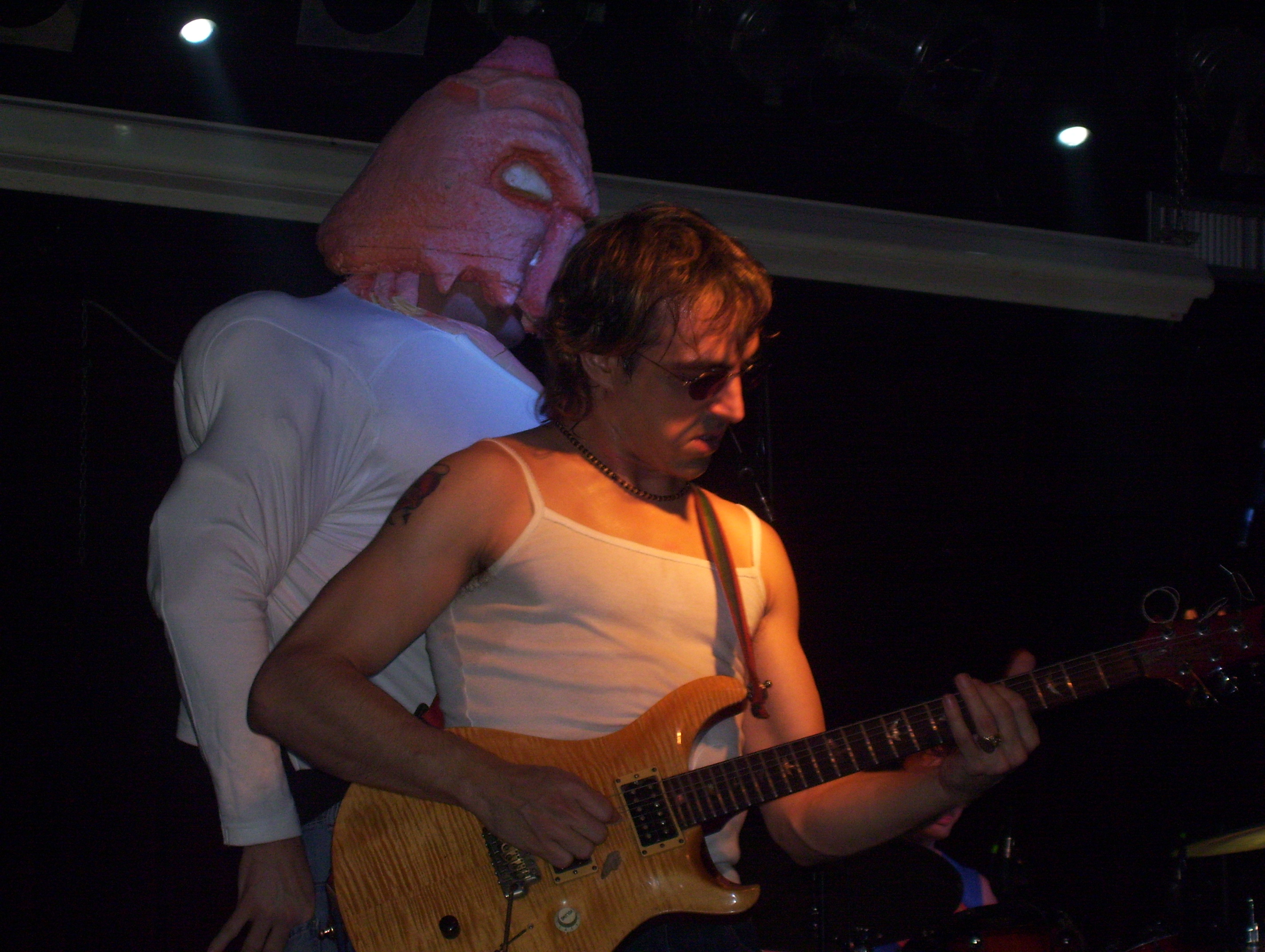
Alle spalle di Ludovico Piccinini, il Mentulatore, mascotte storica della band

Nel 2003 esce, sotto la distribuzione della Frontiers Records, il quarto album in studio della band, Il quinto escremento, che vede l'inizio del sodalizio artistico con il fonico e produttore Christian Nolli (in arte Christian "Sventrakul" Ice): le registrazioni e i missaggi vengono realizzati nello studio Temple of Noise di Roma; in esso esordisce la prima componente donna nella storia della band, la vocalist Tiziana Giudici, in arte Tizianal, mentre alle batterie si alternano Morgantini, Pentassuglia e Pierpaolo Sfinterius Ferroni. Il disco, oltre a segnare il definitivo salto di qualità della band a livello di qualità sonora (ma senza rinunciare alla propria verve porno-demenziale), marca anche una differenza estetica: dopo 13 anni di totale autoproduzione, la copertina viene per la prima volta firmata dal disegnatore professionista Enrico Galli, che reinterpreta l'immaginario della band con uno stile affine a quello dei manga.
Nel 2004 si registrano altri cambi di formazione, con l'ingaggio alle tastiere di Simone Sodomas Scazzocchio e di due nuovi batteristi, David Spermon Folchitto (anche noto per il suo impegno con gli Stormlord e i Kaledon) e Lorenzo Fregnex Gentile. Un anno dopo, nel novembre 2005, arriva Analive, primo album dal vivo in alta qualità della band, che riprendendo parzialmente un titolo già usato dieci anni prima raccoglie in due dischi vari pezzi celebri del repertorio dei Prophilax, registrati in maniera professionale in vari concerti tenuti tra il 2001 e il 2005, con la sola aggiunta del brano in studio Puttanic. In quest'ultimo album fa il suo esordio il sassofonista Genzo Okabe (Tazzanno Nazzinna).
Preannunciato dalla pubblicazione su Myspace del singolo Silicojone, nel marzo 2008 esce l'album Coito ergo sum, dal quale un mese dopo viene estratto il singolo Mandami in radio col beep, che viene inoltre trasmesso dall'emittente romana Radio Rock (una delle rare stazioni a proporre via etere i brani del gruppo); nel luglio dello stesso anno, viene pubblicato su YouTube il videoclip del suddetto singolo, il primo nella storia della band, nel quale compare come guest star la comica Sabina Guzzanti. In questo disco, per volontà di Pinci, le sonorità della band svoltano in modo deciso verso il metal.

### Le raccolte e la sospensione delle attività

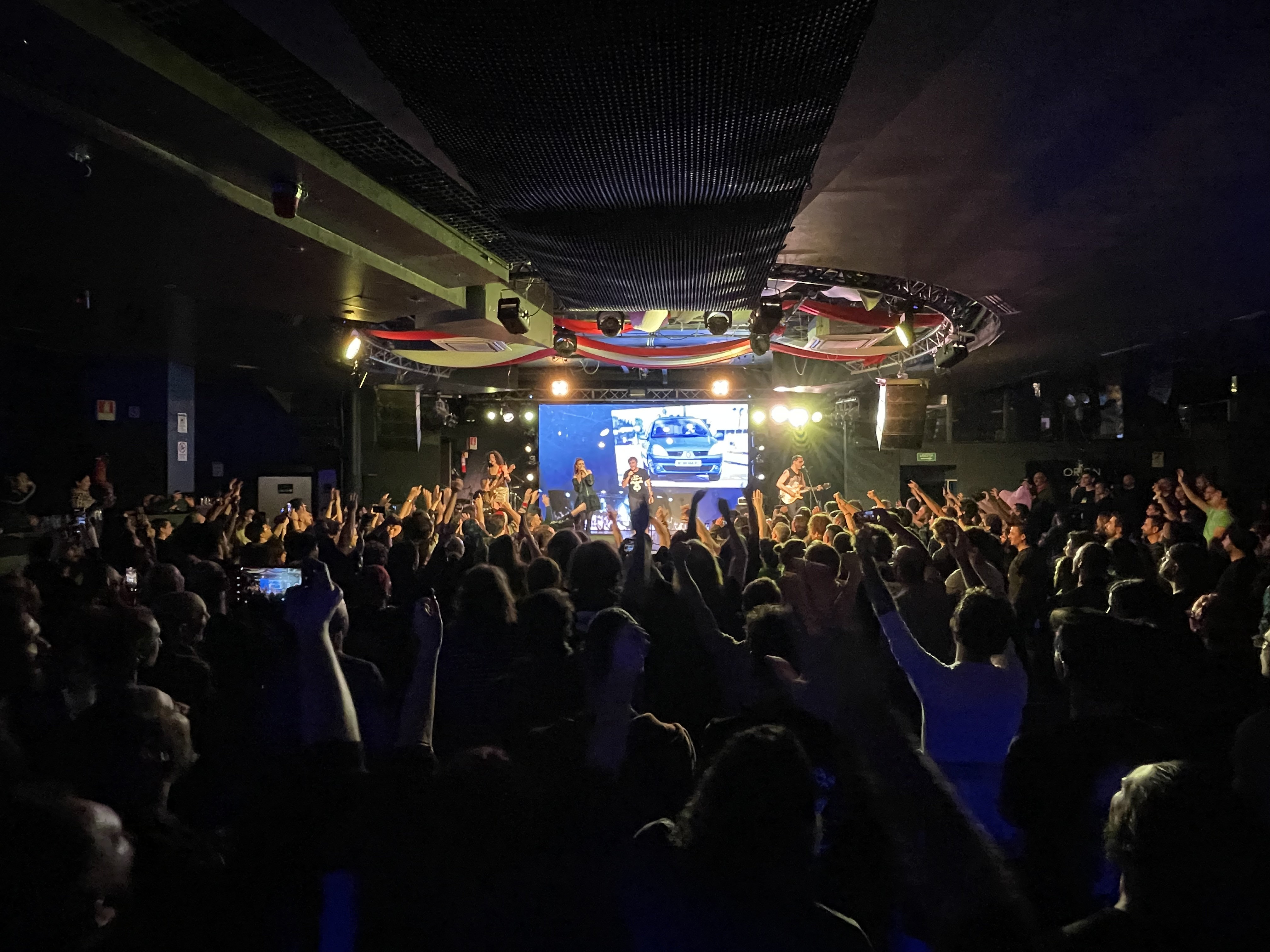
I Prophilax in concerto all'Orion di Ciampino in occasione dell'Antinatale 2022, loro ultima esibizione dal vivo prima della sospensione delle attività

Il 7 maggio 2010, in occasione del concerto celebrativo del ventennale del gruppo all'Alpheus di Roma, esce Vent'anni di analità, settimo album dei Prophilax, comprendente alcuni dei più celebri pezzi della band completamente rieseguiti e riarrangiati (spicca in particolare Pompotron, per la prima volta affidato a un'anonima voce femminile); la scelta delle canzoni da includere viene attuata mediante un sondaggio tra i fan della band condotto su Facebook. Alle hit si aggiungono gli inediti Stamo ancora qua, brano celebrativo del ventennio d'attività, e M'arrazzo col trans, ispirato ai fatti di cronaca inerenti l'ex governatore della regione Lazio Piero Marrazzo.
Tra il 2012 ed il 2015 viene più volte annunciata senza seguito l'imminente uscita di un nuovo album dei Prophilax intitolato Pornado e di uno dei San Culamo intitolato Tana pe' Cristo. Nel dicembre 2015 esce su YouTube il videoclip del singolo Fatti una famiglia, che vede l'esordio nella formazione della bassista Paola Viola Milano Papaleo e delle coriste Elisabetta Gloria Hole Marchetti e Germana Madame Lonkù Gallorini. Gli fa seguito nel 2017 un secondo singolo, sempre reso disponibile in forma di videoclip: Pompe funebri. Entrambe queste produzioni vedono, tra l'altro, la partecipazione dell'attore Francesco Malcom.
Nel maggio 2018 gran parte dei brani originali della band (esclusi quindi gli adattamenti di pezzi altrui), contenuti negli album da Il quinto escremento in poi, sono stati pubblicati su Spotify, Google Play Musica, Amazon Music e Deezer.
Nel 2022 viene pubblicata la prima monografia dedicata alla storia della band, firmata dal collezionista e esperto di musica underground Daniele Guglielmi, con la collaborazione del giornalista Federico Guglielmi per la prefazione e di tre membri della band (Fabio Pinci, Ludovico Piccinini, Christian Nolli) per la postfazione. Nello stesso anno, Pinci conferma l'avanzamento dei lavori di incisione di Pornado.
Tuttavia un anno dopo, il 14 novembre 2023, con un post sulle pagine Facebook della band e di Fabio Pinci, viene annunciata la sospensione a tempo indeterminato delle attività, adducendo a motivo «mancanza di stimoli e di tempo».

## La posizione sul diritto d'autore
Già nei primi anni 2000 i Prophilax iniziarono a rendere progressivamente disponibile la propria produzione musicale 
(inclusa quella dei progetti paralleli) mediante il loro sito web, distribuendola in formato MP3 senza alcun tipo di gestione dei diritti digitali.
Il gruppo ha infatti una posizione dichiaratamente favorevole nei confronti della circolazione libera e gratuita della musica. Emblematica di tale posizione è la canzone Me scarico tutto tratta dall'album Coito ergo sum e inneggiante alla pirateria multimediale.

## Altre attività

### Musica
Nel 2007 Fabio Pinci è stato presidente di giuria al Bravo Ma Basta Film Festival, rassegna cinematografica dedicata a B-movie amatoriali.

### Film e ridoppiaggi goliardici
I Prophilax sono autori anche di un film amatoriale e alcuni ridoppiaggi goliardici, sempre a tema demenziale, blasfemo, sessualmente esplicito e nonsense, di celebri serie televisive e lungometraggi cinematografici.
I primi due, Beverly Holes - Froci a Beverly Hills e Biuticul (usciti rispettivamente nel 1991 e nel 1992 e tratti da episodi di Beverly Hills 90210 e Beautiful) vennero realizzati quasi solo da Pinci utilizzando il proprio videoregistratore domestico; la circolazione avvenne inizialmente su videocassette che venivano cedute ad amici, oppure al pubblico in occasione di concerti e raduni, e successivamente venivano duplicate più volte, aumentandone ancor di più la diffusione. Il terzo ridoppiaggio (Puttanic, realizzato nel 2005 parodiando il film Titanic) venne invece prodotto digitalmente con l'apporto di tutta la band e pubblicato sul sito ufficiale, con l'accompagnamento di due singoli musicali adottati come sigle di testa e coda: uno originale a firma Prophilax, che venne inserito anche nell'album Analive, l'altro in forma di cover parodistico-blasfema di My Heart Will Go On di Céline Dion, firmato invece come San Culamo.
Nel 1995 Fabio Pinci e alcuni amici (sia legati ai Prophilax che non) girarono, presso la necropoli etrusca di Castel d'Asso e nelle zone limitrofe, il B-movie amatoriale di genere horror/demenziale Il giorno del Nerkiopiteco, che a differenza dei ridoppiaggi è un'opera originale del frontman della band. Due partecipanti a questo film, Taiyo Yamanouchi e Emiliano Coltorti, in seguito intrapresero la carriera di attori professionisti.
Tra il 2015 e il 2018, dando seguito a un trailer di anticipazione del 2011, viene pubblicato su Vimeo La passione di Mannaggia, ridoppiaggio del film La passione di Cristo di Mel Gibson.
Non di rado sono stati attribuiti ai Prophilax anche altri lavori di analogo genere, dai quali tuttavia essi si sono sempre dissociati, lamentando anche, in alcuni casi, di aver subìto plagi e utilizzi indebiti del nome della band o di singoli membri.

## Citazioni
Secondo Fulvio Abbate, l'antico brano cabarettistico Ai romani piaceva la biga, reso celebre dalle interpretazioni di Ruggero Oppi e in seguito di Paolo Poli, è «davvero poca cosa rispetto ai Prophilax», che hanno «dato vita» al genere musicale porno rock. Il critico musicale Federico Guglielmi nel suo blog ha definito i Prophilax «divertenti a piccole dosi» e nel 2022 ha firmato la prefazione a un volume monografico sulla storia della band, dicendosi «affascinato dalla loro capacità di portare avanti per decenni un progetto per molti versi assurdo, oltretutto senza abbassare l’asticella del pessimo gusto» e rimanendo «caparbiamente e brillantemente stronzi dalla post-adolescenza fino (quasi) alla terza età». Il critico cinematografico Boris Sollazzo ha invece menzionato la band commentando il programma televisivo Temptation Island, da lui descritto come «Uomini e donne che incontra Dora daccela ancora».
Il linguaggio dei Prophilax è stato preso in considerazione da vari studiosi di linguistica, fra cui Maurizio Dardano, l'Accademia degli Scrausi e Nicolino Applauso.
Tra gli estimatori della band nel mondo dello spettacolo, oltre alla già citata Sabina Guzzanti, vi è il comico Valerio Lundini, che tra il 2016 e il 2017 ha realizzato e portato in scena insieme a Matteo Corradini dei The Pills e a Francesco Malcom una pièce teatrale dal titolo Biùticul & Beverly Holes, adattamento dei ridoppiaggi realizzati da Fabio Pinci negli anni 1990.

## Formazione
La lista dei membri è ricostruita attraverso il volume Il Nerkionomicon

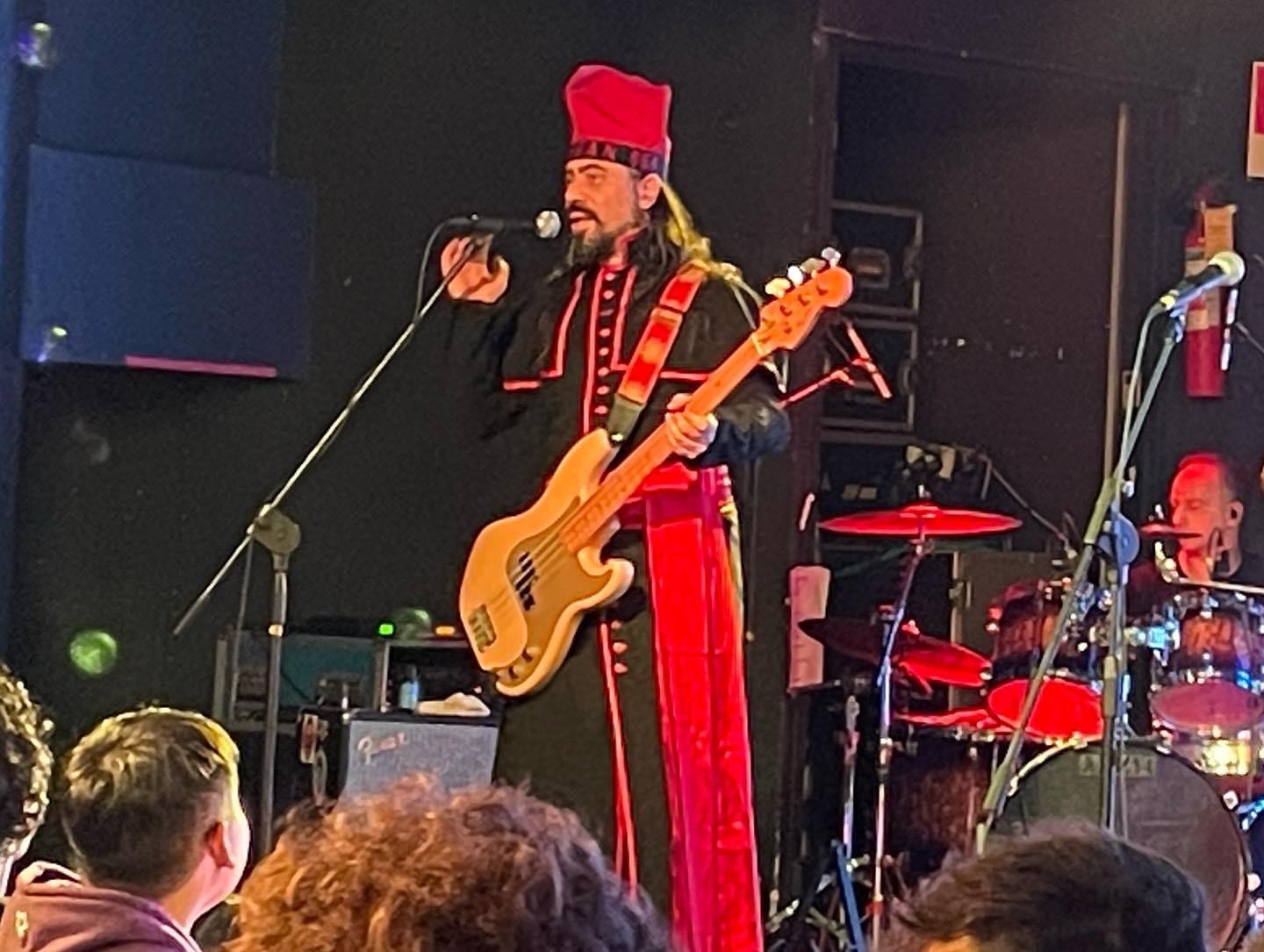
Christian “Ice” Nolli, fonico e produttore del gruppo, qui in veste di bassista

### Membri stabili
- Fabio "Ceppaflex" Pinci - voce solista, batteria
- Ludovico "Sbohr" Piccinini (anche detto "Ludoceppa" e "Cloakas" nei primi lavori) - chitarra, bassi e tastiere[61]

### Membri storici e turnisti
- Andy "Inculomatic" Bartolucci - tastiere
- Luca "Obi Uan Trombòpi" Bernardini (talora accreditato come "Skrotel") - tastiere
- Giorgio "Zebuleb" Clementelli (talora accreditato come "Orgio" o "Clementazzi") - basso e chitarra
- Max "Sbobbotel" De Angelis (talora accreditato come "Uretras") - cori e voci
- Roberto "Segaflux" Di Leo (talora accreditato come "lo Sceriffo") - cori e voci
- Pierpaolo "Sfinterius" Ferroni - batteria
- David "Spermon" Folchitto - batteria
- Germana "Madame Lonkù" Gallorini - cori
- Lorenzo "Fregnex" Gentile - batteria
- Tiziana "Tizianal" Giudici - cori e voci
- Elisabetta "Gloria Hole" Marchetti - cori
- Morgan Morgantini - tastiere
- Paolo "Chiavator" Morgantini - batteria
- Dimitri "Sboraphon" Nicastri - batteria
- Christian "Sventrakul" Ice (vero cognome Nolli) - basso, fonico, arrangiatore, produttore
- Genzo "Tazzanno Nazinna" Okabe - sassofono
- Paola "Viola Milano" Papaleo - basso
- Edoardo "Paja e Fieno" Pedoja - basso
- Davide "Orgasmus" Pentassuglia - batteria
- Franz "Sbobbax" Porzella - tastiere
- Andrea "Nerkios" Romanazzo - basso, tastiere
- Sergio "Sodotron" Romano - tastiere
- Simone "Sodomas" Scazzocchio - tastiere
- Thomas Turbato - basso
- Marco "Fognex" Veneziani (talora sotto pseudonimo "Erìco Pallazzo") - tastiere e voci
- Marco "Scrotor" Zenini - basso

## Discografia

### Demo
- 1991 - Voci dall'oltrechiavica
- 1992 - Viaggio nella dimensione anale
- 1993 - Il signore delle fogne
- 1995 - Anal Live
- 1995 - La storia del Rot

### Album in studio
- 1994 – Under Cool
- 2003 – Il quinto escremento
- 2008 – Coito ergo sum

### Album dal vivo
- 2005 – Analive

### Raccolte
- 1996 – Nerkiology
- 2010 – Vent'anni di analità

### EP
- 1992 - Emergenza rock

### Singoli
- 2008 - Silicojone
- 2008 - Mandami in radio col beep
- 2015 - Fatti una famiglia
- 2017 - Pompe funebri
- 2019 - Viola Milano (cantata da Ludovico "Sbohr" Piccinini)